# Casertana Football Club 2016-2017
Questa voce raccoglie le informazioni riguardanti la Casertana Football Club nelle competizioni ufficiali della stagione 2016-2017.

## Stagione
Nella stagione 2016-2017 la Casertana partecipa per il terzo anno consecutivo alla Lega Pro dopo il quarto posto della stagione precedente e con la seguente eliminazione dai playoff per mano del Pordenone. Dopo una trattativa durata circa 15 giorni il 21 giugno Giovanni Lombardi cede le quote di maggioranza all'avvocato romano Luca Tilia che acquisisce il 91% mentre il resto delle quote è diviso tra gli altri soci. Come allenatore viene scelto il tecnico Andrea Tedesco promosso come allenatore dal ruolo di vice della stagione precedente.
Il ritiro si svolge dal 23 luglio al 6 agosto sul campo di Serino in provincia di Avellino per il secondo anno consecutivo.
La stagione è iniziata con il tecnico Andrea Tedesco, ma dopo una partenza discreta, dopo il tracollo (4-1) di Francavilla è passata dall'11 ottobre sotto la gestione di Giuseppe D'Agostino. In campionato la Casertana raccoglie 51 punti sul campo, ma deve scontare due punti di penalizzazione, quindi con 49 punti ufficiali ottiene il settimo posto finale. Che le permette di disputare ancora i Play-off, nei quali nel primo turno vince a Siracusa (0-2) passando il turno, nel secondo turno incrocia nel doppio confronto l'Alessandria, (1-1) al Pinto e (3-1) per i grigi nel ritorno.

### Coppa Italia
I rossoblù partecipano per la quindicesima volta alla Coppa Italia Tim Cup. Dove nel primo turno i falchetti vengono sorteggiati contro il Tuttocuoio battendoli (3-2) dopo i tempi supplementari, nel secondo turno trovano come avversaria il Vicenza che si impone (4-2).
Partecipa anche alla Coppa Italia di Lega Pro dove sono subito eliminati (2-1) dalla Maceratese.

## Divise e sponsor
Per la quinta stagione consecutiva lo sponsor tecnico è Givova. La prima maglia è a strisce rossoblu con pantaloncini e calzettoni blu. La seconda maglia è bianca, pantaloncini e calzettoni sono bianchi. La terza maglia è blu con una croce rossa che si incrocia all'altezza del cuore, i pantaloncini sono rossi con la croce blu e i calzettoni sono blu.
Gli sponsor ufficiali sono Caseificio La Pagliara, e Logcenter, sui pantaloncini, invece, compare Latte Berna come nella stagione precedente.
| Casa | Trasferta | Terza divisa |

## Organigramma societario
Di seguito sono riportati i membri dello staff della Casertana.
Area direttiva
- Presidente: Luca Tilia e Pasquale Corvino, dall'11 ottobre Giuseppe D'Agostino[6]
- Presidente onorario: Giovanni Pascarella
- Vicepresidenti: Alessandro Verile, Claudio Loffredo, dall'11 ottobre Stefano Palomba[6]
- Amministratore unico: dall'11 ottobre Enrico Siano[6]
- Direttore generale: Martino Petrosino
- Consulente di mercato: Luca Pensi
- Club Manager e responsabile marketing: Cesare Salomone

Area comunicazione
- Responsabile comunicazione: Giuseppe Frondella
- Segreteria: Giuseppe Nappo, Pasquale Saldamarco, Marco Caporaso
- SLO e rapporti con istituzioni e tifoseria: Angelo Di Nuzzo

Area tecnica
- Allenatore: Andrea Tedesco
- Allenatore in seconda: Alfredo Cimino
- Preparatore atletico: Giuseppe Ambrosio
- Preparatore portieri: Carlo Pagliarulo
- Magazzinieri: Alessandro Gazzillo, Benito Gazzillo

Area sanitaria
- Medici sociali: Pietro Casella, Emilio Lombardi
- Consulenze ortopediche: Emilio Taglialatela, Giovanni Zanforlino
- Consulenze ecografiche: Ferdinando Riello
- Fisioterapisti: Antonio Pezzullo, Luigi Ferrara

## Rosa
Di seguito è riportata la rosa della Casertana.

## Calciomercato
Di seguito sono riportati i trasferimenti del calciomercato 2016-2017 della Casertana.

### Sessione estiva(dal 01/07 al 31/08)
| Acquisti | Acquisti             | Acquisti            | Acquisti      |
| R.       | Nome                 | da                  | Modalità      |
| -------- | -------------------- | ------------------- | ------------- |
| P        | Francesco Anacoura   | Juventus            | prestito      |
| P        | Andrea Fontanelli    | Ghivizzano          | definitivo    |
| P        | Paolo Ginestra       | Fano                | definitivo    |
| D        | Salvatore D'Alterio  | Martina             | definitivo    |
| D        | Juan Ramos           | Catania             | definitivo    |
| D        | Felipe Bernardes     | Juventus            | prestito      |
| D        | Filippo Lorenzini    | Lucchese            | definitivo    |
| D        | Davide Porcaro       | Benevento           | definitivo    |
| C        | Ivan Rajčić          | Martina             | definitivo    |
| C        | Giuseppe Carriero    | Sporting Bellinzago | definitivo    |
| C        | Lorenzo Colli        | Bologna             | definitivo    |
| C        | Francesco Dell'Anno  | Avellino            | definitivo    |
| C        | Ante Kušeta          | Martina             | fine prestito |
| C        | Angelo Moretta       | Salernitana         | definitivo    |
| C        | Simone Broccatelli   | Vigor Acquapendente |               |
| A        | Luca Orlando         | Pro Piacenza        | definitivo    |
| A        | Massimiliano Carlini | Frosinone           | definitivo    |
| A        | Nicola Ciotola       | Martina             | definitivo    |
| A        | Francesco Giorno     | Vis Pesaro          | definitivo    |
| A        | Leonardo Taurino     | Ternana             | prestito      |
| A        | Gaston Corado        | Talleres (C)        | definitivo    |
| A        | Marco Ginestra       | Abano               | fine prestito |
| A        | Giacomo Canalini     | Monopoli            | fine prestito |

| Cessioni | Cessioni              | Cessioni            | Cessioni      |
| R.       | Nome                  | a                   | Modalità      |
| -------- | --------------------- | ------------------- | ------------- |
| P        | Raffaele Gragnaniello |                     | svincolato    |
| P        | Luigi Maiellaro       |                     | svincolato    |
| D        | Riccardo Idda         | Virtus Francavilla  | definitivo    |
| D        | Thomas Som            |                     | svincolato    |
| D        | Armando Guglielmo     |                     | svincolato    |
| D        | Michele Murolo        |                     | svincolato    |
| D        | Fabio Tito            | Benevento           | fine prestito |
| D        | Kevin Bonifazi        | Torino              | fine prestito |
| C        | Francesco Marano      | Viterbese Castrense | definitivo    |
| C        | Marco Mancosu         | Lecce               | definitivo    |
| C        | Marco Capodaglio      | Juve Stabia         | definitivo    |
| C        | Vincenzo Cesarano     |                     |               |
| C        | Daniel Kofi Agyei     | Benevento           | fine prestito |
| C        | Ante Kušeta           |                     | svincolato    |
| A        | Alfredo Varsi         | Gragnano            | definitivo    |
| A        | Gianluca De Angelis   | Virtus Francavilla  | definitivo    |
| A        | Maikol Negro          | Matera              | definitivo    |
| A        | Luis Alfageme         | Padova              | definitivo    |
| A        | Maikol Negro          | Matera              | definitivo    |
| A        | Fabio Mangiacasale    |                     | svincolato    |
| A        | Marco Ginestra        |                     | svincolato    |
| A        | Jefferson             | Latina              | fine prestito |

### Sessione invernale(dal 03/01 al 31/01)
| Acquisti | Acquisti           | Acquisti   | Acquisti   |
| R.       | Nome               | da         | Modalità   |
| -------- | ------------------ | ---------- | ---------- |
| D        | Alessandro Potenza | Chennaiyin | definitivo |
| A        | Layousse Diallo    | Avellino   | prestito   |

| Cessioni | Cessioni      | Cessioni | Cessioni   |
| R.       | Nome          | a        | Modalità   |
| -------- | ------------- | -------- | ---------- |
| A        | Luca Giannone | Fondi    | definitivo |

## Risultati

### Lega Pro

#### Girone di andata
| Arbitro: | Mastrodonato (Molfetta) |

|             |           |  |
| Defendi 89’ | Marcatori |  |

| Arbitro: | Paterna (Teramo) |

|  |           |              |
|  | Marcatori | 38’ A. Gatto |

| Arbitro: | Proietti (Terni) |

|  |           |             |
|  | Marcatori | 87’ Orlando |

| Arbitro: | Viotti (Tivoli) |

|                          |           |                     |
| Giannone 54’ (rig.), 77’ | Marcatori | 24’ (rig.) A. Viola |

| Lecce 18 settembre 2016, ore 20:30 CEST 5ª giornata | Lecce            | 0 – 0 referto | Casertana | Stadio Via del Mare (12 460 spett.)\| Arbitro: \| Ranaldi (Tivoli) \| |
| Arbitro:                                            | Ranaldi (Tivoli) |               |           |                                                                       |

| Arbitro: | Pietropaolo (Modena) |

|  |           |             |
|  | Marcatori | 46’ Carlini |

| Caserta 2 ottobre 2016, ore 20:30 CEST 7ª giornata | Casertana         | 0 – 0 referto | Fidelis Andria | Stadio Alberto Pinto (1 500 spett.)\| Arbitro: \| Massimi (Termoli) \| |
| Arbitro:                                           | Massimi (Termoli) |               |                |                                                                        |

| Arbitro: | Maggioni (Lecco) |

|                                              |           |             |
| Nzola 14’, 43’ A. Pastore 68’ Triarico 90+2’ | Marcatori | 35’ Carlini |

| Arbitro: | Zanonato (Vicenza) |

|                            |           |                  |
| Carriero 40’ Taurino 90+1’ | Marcatori | 14’, 56’ Coralli |

| Arbitro: | Schirru (Nichelino) |

|                     |           |              |
| Madonia 16’ Rea 20’ | Marcatori | 45+2’ Corado |

| Arbitro: | Carella (Bari) |

|             |           |              |
| Carlini 30’ | Marcatori | 71’ Albadoro |

| Arbitro: | Balice (Termoli) |

|              |           |                                |
| Caccetta 30’ | Marcatori | 84’ Ramos 90+2’ (rig.) Carlini |

| Arbitro: | Guccini (Albano Laziale) |

|            |           |              |
| Corado 24’ | Marcatori | 77’ Mastalli |

| Arbitro: | Natilla (Molfetta) |

|                       |           |  |
| Rajčic 43’ Corado 49’ | Marcatori |  |

| Arbitro: | Perotti (Legnano) |

|                |           |                    |
| Sainz-Maza 10’ | Marcatori | 51’ (rig.) Carlini |

| Arbitro: | Meleleo (Casarano) |

|  |           |               |
|  | Marcatori | 79’ Salvemini |

| Arbitro: | Fourneau (Roma) |

|                                           |           |                                 |
| Armellino 46’ Negro 65’ Carretta 69’, 80’ | Marcatori | 84’ (rig.) Giannone 86’ Orlando |

| Caserta 11 dicembre 2016 18ª giornata | Casertana      | 0 – 0 referto | Catanzaro | Stadio Alberto Pinto\| Arbitro: \| Bertani (Pisa) \| |
| Arbitro:                              | Bertani (Pisa) |               |           |                                                      |

| Arbitro: | Cipriani (Empoli) |

|               |           |  |
| Mazzarani 58’ | Marcatori |  |

#### Girone di ritorno
| Arbitro: | Strippoli (Bari) |

|                       |           |             |
| Rajčic 41’ Corado 66’ | Marcatori | 89’ De Vena |

| Arbitro: | Andreini (Forlì) |

|                        |           |                                                 |
| Pinto 42’ Mavretic 90’ | Marcatori | 13’ Giannone 85’ (aut.) Balestrero 90+2’ Corado |

| Arbitro: | Capone (Palermo) |

|                            |           |  |
| Ciotola 53’ De Filippo 74’ | Marcatori |  |

| Taranto 29 gennaio 2017 23ª giornata | Taranto                 | 0 – 0 referto | Casertana | Stadio Erasmo Iacovone\| Arbitro: \| Luciano (Lamezia Terme) \| |
| Arbitro:                             | Luciano (Lamezia Terme) |               |           |                                                                 |

| Arbitro: | Pillitteri (Palermo) |

|             |           |  |
| Ciotola 24’ | Marcatori |  |

| Arbitro: | Ayroldi (Molfetta) |

|            |           |                      |
| Rajčic 13’ | Marcatori | 29’ Sowe 33’ Piroska |

| Arbitro: | Fiorini (Frosinone) |

|  |           |                        |
|  | Marcatori | 17’ Rainone 80’ Corado |

| Arbitro: | Pasciuta (Agrigento) |

|              |           |  |
| Carriero 15’ | Marcatori |  |

| Arbitro: | Amabile (Vicenza) |

|                                                  |           |  |
| Bangu 19’ Coralli 60’ A. De Francesco 70’ (rig.) | Marcatori |  |

| Caserta 12 marzo 2017 29ª giornata | Casertana        | 0 – 0 referto | Messina | Stadio Alberto Pinto\| Arbitro: \| Tursi (Valdarno) \| |
| Arbitro:                           | Tursi (Valdarno) |               |         |                                                        |

| Arbitro: | Mantelli (Brescia) |

|                     |           |                              |
| Albadoro 49’ (rig.) | Marcatori | 8’ (rig.) Ciotola 77’ Corado |

| Arbitro: | Prontera (Bologna) |

|              |           |               |
| De Marco 34’ | Marcatori | 75’ Mendicino |

| Arbitro: | Zingarelli (Siena) |

|                 |           |                                |
| F. Ripa 7’, 51’ | Marcatori | 19’ (rig.) Ciotola 41’ Orlando |

| Arbitro: | Nicoletti (Catanzaro) |

|                                     |           |            |
| De Silvestro 31’ Catania 56’ (rig.) | Marcatori | 50’ Giorno |

| Arbitro: | Piscopo (Imperia) |

|  |           |                                      |
|  | Marcatori | 45’, 63’ (rig.) Mazzeo 48’ Di Piazza |

| Arbitro: | Vigile (Cosenza) |

|            |           |  |
| Klaric 53’ | Marcatori |  |

| Arbitro: | Viotti (Tivoli) |

|                                          |           |             |
| Corado 10’ (rig.) Rajčic 32’ Ciotola 41’ | Marcatori | 3’ Dammacco |

| Arbitro: | Paolini (Ascoli Piceno) |

|                 |           |  |
| Zanini 21’, 23’ | Marcatori |  |

| Caserta 7 maggio 2017 38ª giornata | Casertana    | 0 – 0 referto | Catania | Stadio Alberto Pinto\| Arbitro: \| Giua (Olbia) \| |
| Arbitro:                           | Giua (Olbia) |               |         |                                                    |

### Play-off
| Arbitro: | Dionisi (L'Aquila) |

|  |           |                      |
|  | Marcatori | 9’ Giorno 81’ Corado |

#### Secondo turno
| Arbitro: | Balice (Termoli) |

|             |           |                 |
| Taurino 76’ | Marcatori | 15’ Fischnaller |

| Arbitro: | Fourneau (Roma) |

|                                   |           |             |
| Gozzi 29’ Cazzola 45’ Bocalon 61’ | Marcatori | 26’ Ciotola |

### Coppa Italia

#### Primo Turno
| Arbitro: | Fiorini (Frosinone) |

|                                             |           |                          |
| Giorno 46’ (rig.) De Marco 106’ Kušeta 114’ | Marcatori | 27’ Pellini 94’ Tempesti |

#### Secondo Turno
| Arbitro: | Mainardi (Bergamo) |

|                                                              |           |                                 |
| Raičević 15’ Di Piazza 33’ Lorenzini 38’ (aut.) Galano 90+2’ | Marcatori | 60’ (rig.) Giorno 66’ Lorenzini |

### Coppa Italia Lega Pro

#### Sedicesimi di finale
| Arbitro: | De Tullio (Bari) |

|                                  |           |                |
| Rainone 6’ (aut.) Allegretti 28’ | Marcatori | 52’ De Filippo |

## Statistiche
Statistiche aggiornate al 6 novembre 2016.

### Statistiche di squadra
| Competizione          | Punti                | In casa | In casa | In casa | In casa | In casa | In casa | In trasferta | In trasferta | In trasferta | In trasferta | In trasferta | In trasferta | Totale | Totale | Totale | Totale | Totale | Totale | DR |
| Competizione          | Punti                | G       | V       | N       | P       | Gf      | Gs      | G            | V            | N            | P            | Gf           | Gs           | G      | V      | N      | P      | Gf     | Gs     | DR |
| --------------------- | -------------------- | ------- | ------- | ------- | ------- | ------- | ------- | ------------ | ------------ | ------------ | ------------ | ------------ | ------------ | ------ | ------ | ------ | ------ | ------ | ------ | -- |
| Lega Pro              | 49(-2)               | 19      | 7       | 8       | 4       | 19      | 15      | 19           | 6            | 4            | 9            | 19           | 27           | 38     | 13     | 12     | 13     | 38     | 42     | -4 |
| Coppa Italia          | secondo turno        | 1       | 1       | 0       | 0       | 3       | 2       | 1            | 0            | 0            | 1            | 2            | 4            | 2      | 1      | 0      | 1      | 5      | 6      | -1 |
| Coppa Italia Lega Pro | sedicesimi di finale | -       | -       | -       | -       | -       | -       | 1            | -            | -            | 1            | 1            | 2            | 1      | -      | -      | 1      | 1      | 2      | -1 |
| Totale                | 49                   | 20      | 8       | 8       | 4       | 22      | 17      | 21           | 6            | 4            | 11           | 22           | 33           | 41     | 14     | 12     | 15     | 44     | 50     | -6 |

### Andamento in campionato
| Giornata  | 1  | 2  | 3  | 4 | 5 | 6 | 7 | 8 | 9 | 10 | 11 | 12 | 13 | 14 | 15 | 16 | 17 | 18 | 19 | 20 | 21 | 22 | 23 | 24 | 25 | 26 | 27 | 28 | 29 | 30 | 31 | 32 | 33 | 34 | 35 | 36 | 37 | 38 |
| --------- | -- | -- | -- | - | - | - | - | - | - | -- | -- | -- | -- | -- | -- | -- | -- | -- | -- | -- | -- | -- | -- | -- | -- | -- | -- | -- | -- | -- | -- | -- | -- | -- | -- | -- | -- | -- |
| Luogo     | T  | C  | T  | C | T | T | C | T | C | T  | C  | T  | C  | C  | T  | C  | T  | C  | T  | C  | T  | C  | T  | C  | C  | T  | C  | T  | C  | T  | C  | T  | T  | C  | T  | C  | T  | C  |
| Risultato | P  | P  | V  | V | N | V | N | P | N | P  | N  | V  |    |    |    |    |    |    |    |    |    |    |    |    |    |    |    |    |    |    |    |    |    |    |    |    |    |    |
| Posizione | 15 | 17 | 14 | 7 | 8 | 6 | 7 | 7 | 7 | 9  | 9  | 8  |    |    |    |    |    |    |    |    |    |    |    |    |    |    |    |    |    |    |    |    |    |    |    |    |    |    |

Fonte:  EVOLUZIONE CLASSIFICA LEGA PRO 16/17, su transfermarkt.it.
Legenda:

Luogo: C = Casa; T = Trasferta. Risultato: V = Vittoria; N = Pareggio; P = Sconfitta.

### Statistiche dei giocatori
Sono in corsivo i calciatori che hanno lasciato la società a stagione in corso.
| Giocatore     | Lega Pro | Lega Pro | Lega Pro    | Lega Pro   | Coppa Italia | Coppa Italia | Coppa Italia | Coppa Italia | Coppa Italia Lega Pro | Coppa Italia Lega Pro | Coppa Italia Lega Pro | Coppa Italia Lega Pro | Totale   | Totale | Totale      | Totale     |
| Giocatore     | Presenze | Reti     | Ammonizioni | Espulsioni | Presenze     | Reti         | Ammonizioni  | Espulsioni   | Presenze              | Reti                  | Ammonizioni           | Espulsioni            | Presenze | Reti   | Ammonizioni | Espulsioni |
| ------------- | -------- | -------- | ----------- | ---------- | ------------ | ------------ | ------------ | ------------ | --------------------- | --------------------- | --------------------- | --------------------- | -------- | ------ | ----------- | ---------- |
| L. Alfageme   | 0        | 0        | 0           | 0          | 1            | 0            | 0            | 0            | -                     | -                     | -                     | -                     | 1        | 0      | 0           | 0          |
| F. Anacoura   | 1        | -1       | 0           | 0          | 2            | -6           | 0            | 0            | -                     | -                     | -                     | -                     | 3        | -7     | 0           | 0          |
| M. Carlini    | 20       | 5        | 3           | 0          | 0            | 0            | 0            | 0            | -                     | -                     | -                     | -                     | 20       | 5      | 3           | 0          |
| G. Carriero   | 30       | 2        | 4           | 0          | 0            | 0            | 0            | 0            | -                     | -                     | -                     | -                     | 30       | 2      | 4           | 0          |
| N. Ciotola    | 25       | 5        | 0           | 0          | 0            | 0            | 0            | 0            | -                     | -                     | -                     | -                     | 25       | 5      | 0           | 0          |
| J. Cisotti    | 9        | 0        | 0           | 0          | 0            | 0            | 0            | 0            | -                     | -                     | -                     | -                     | 9        | 0      | 0           | 0          |
| L. Colli      | 13       | 0        | 0           | 0          | 0            | 0            | 0            | 0            | -                     | -                     | -                     | -                     | 13       | 0      | 0           | 0          |
| G. Corado     | 33       | 8        | 0           | 0          | 1            | 0            | 0            | 0            | -                     | -                     | -                     | -                     | 34       | 8      | 0           | 0          |
| F. De Filippo | 1        | 0        | 0           | 0          | 2            | 0            | 0            | 0            | -                     | -                     | -                     | -                     | 3        | 0      | 0           | 0          |
| F. Dell'Anno  | 8        | 1        | 0           | 0          | 0            | 0            | 0            | 0            | -                     | -                     | -                     | -                     | 8        | 1      | 0           | 0          |
| S. D'Alterio  | 31       | 0        | 0           | 0          | 2            | 0            | 0            | 0            | -                     | -                     | -                     | -                     | 33       | 0      | 0           | 0          |
| S. De Marco   | 31       | 1        | 1           | 0          | 2            | 1            | 0            | 0            | -                     | -                     | -                     | -                     | 33       | 2      | 1           | 0          |
| L. Diallo     | 4        | 0        | 0           | 0          | 0            | 0            | 0            | 0            | -                     | -                     | -                     | -                     | 4        | 0      | 0           | 0          |
| M. Finizio    | 34       | 0        | 2           | 0          | 2            | 0            | 0            | 0            | -                     | -                     | -                     | -                     | 36       | 0      | 2           | 0          |
| L. Giannone   | 17       | 4        | 2           | 1          | 0            | 0            | 0            | 0            | -                     | -                     | -                     | -                     | 17       | 4      | 2           | 1          |
| P. Ginestra   | 37       | -41      | 2           | 0          | 0            | 0            | 0            | 0            | -                     | -                     | -                     | -                     | 37       | -41    | 2           | 0          |
| F. Giorno     | 31       | 1        | 1           | 0          | 2            | 2            | 1            | 0            | -                     | -                     | -                     | -                     | 33       | 3      | 2           | 0          |
| F. Lorenzini  | 21       | 0        | 0           | 0          | 2            | 1            | 0            | 0            | -                     | -                     | -                     | -                     | 23       | 1      | 0           | 0          |
| K. Matute     | 18       | 0        | 2           | 0          | 2            | 0            | 1            | 0            | -                     | -                     | -                     | -                     | 20       | 0      | 3           | 0          |
| L. Magnino    | 12       | 0        | 0           | 0          | 0            | 0            | 0            | 0            | -                     | -                     | -                     | -                     | 12       | 0      | 0           | 0          |
| A. Moretta    | 1        | 0        | 0           | 0          | 0            | 0            | 0            | 0            | -                     | -                     | -                     | -                     | 1        | 0      | 0           | 0          |
| L. Orlando    | 28       | 3        | 3           | 0          | 0            | 0            | 0            | 0            | -                     | -                     | -                     | -                     | 28       | 3      | 3           | 0          |
| L. Pezzella   | 13       | 0        | 2           | 1          | 2            | 0            | 1            | 0            | -                     | -                     | -                     | -                     | 15       | 0      | 3           | 1          |
| A. Potenza    | 5        | 0        | 0           | 1          | 2            | 0            | 2            | 0            | -                     | -                     | -                     | -                     | 7        | 0      | 2           | 1          |
| P. Rainone    | 29       | 1        | 2           | 0          | 0            | 0            | 0            | 0            | -                     | -                     | -                     | -                     | 29       | 1      | 2           | 0          |
| I. Rajčić     | 29       | 4        | 2           | 0          | 2            | 0            | 1            | 0            | -                     | -                     | -                     | -                     | 31       | 4      | 3           | 0          |
| J.M. Ramos    | 33       | 1        | 0           | 0          | 0            | 0            | 0            | 0            | -                     | -                     | -                     | -                     | 33       | 1      | 0           | 0          |
| L. Taurino    | 11       | 1        | 0           | 0          | 2            | 0            | 0            | 0            | -                     | -                     | -                     | -                     | 13       | 1      | 0           | 0          |